# Noha Atef

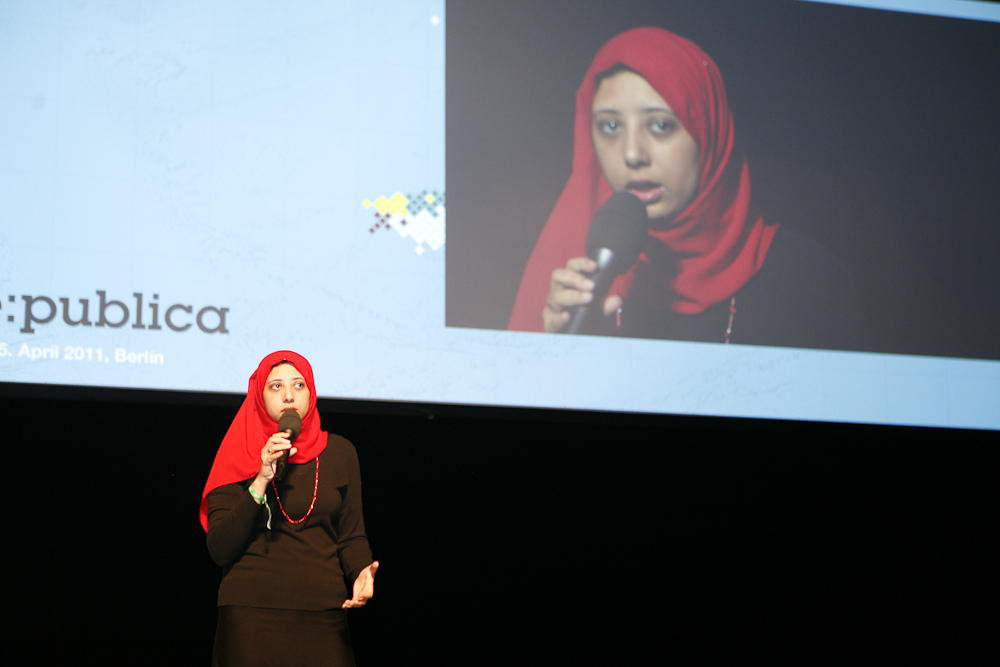
Noha Atef auf der Re:publica 2011 in Berlin

Noha Atef (* 1985 in Ägypten, arabisch نهى عاطف) ist eine ägyptische politische Bloggerin und Journalistin, die sich gegen Folter und Unterdrückung in ihrem Heimatland einsetzt.

## Leben
Noha Atef wuchs in der ägyptischen Hauptstadt Kairo auf. Etwa 2001 entschied sich die gläubige Muslima zunächst gegen den Willen ihrer Eltern, das im Islam als Kopfbedeckung für Frauen vielfach geforderte Kopftuch zu tragen, um zum Ausdruck zu bringen, dass sie frei über ihren Körper verfügen könne. Heute lebt sie im englischen Birmingham.

## Blog
2006 begann sie auf einen Bericht über Folter an Frauen in ägyptischen Polizeistationen hin, auf ihrem Blog tortureinegypt.net Repression und Folter des ägyptischen Staates gegen Oppositionelle sowie die Verhältnisse in ägyptischen Gefängnissen zu dokumentieren, anzuprangern und anderen Ägyptern zugänglich zu machen. Das Blog, das auch von anderen unterstützt wurde, enthielt ein Wiki namens Torturepedia. Dort wurden, geographisch sortiert, Folterungen und deren Täter genannt. In diesem Zusammenhang wurden Atef und ihre Familie mehrfach durch die ägyptische Staatssicherheit bedroht und von der Polizei verhört. Sie verlor ihre Stelle bei einer europäischen Nachrichtenagentur. Das Blog fand später weiträumige Beachtung im Medienbereich und bei politisch Interessierten und erreichte durchschnittlich 210.000 monatliche Abrufe. In Ägypten griffen größere Medien die Thematik auf, Atef wurde von Folteropfern kontaktiert und die Polizei ließ einzelne Gefangene frei, nachdem die Personalien mutmaßlicher Folterer öffentlich gemacht wurden. Dazu diente Piggipedia, eine Sammlung von Täterfotos auf Flickr.

## Printveröffentlichungen
Seit 2007 arbeitete Noha Atef auch für Zeitungen in Ägypten und dem arabischen Raum. 2010 veröffentlichte sie in arabischer Sprache unter dem Titel Das hast du verdient eine Sammlung von Geschichten über das Erwachsenwerden eines Mädchens in Kairo.

## Ausbildung und weitere publizistische Tätigkeit
Im Februar desselben Jahres nahm sie in Mexiko an einem zehntägigen Intensivtraining für junge Journalisten teil, für das sie 2009 ausgewählt worden war. Themenschwerpunkt war die Verwendung Neuer Medien im Sinne von unabhängiger, investigativer und netzorientierter Berichterstattung. Das Ergebnis ihrer Teilnahme war ein Video gegen die Folter in Ägypten, das auf Youtube verfügbar gemacht wurde.
Im Juni 2010 wurde sie an die Tufts University in Massachusetts eingeladen, um an einer Veranstaltung des International Center on Nonviolent Conflict teilzunehmen. Sie moderierte dort eine Veranstaltung zum Thema „Bürgerjournalismus und digitaler Widerstand“.
Im September darauf begann sie ein Studium Sozialer Medien an der Universität der englischen Stadt Birmingham. Die Ereignisse der Revolution in Ägypten 2011 verfolgte sie aktiv von England aus über das Internet. In einem Interview Ende Januar 2011 betonte sie die Rolle der Frauen bei der ägyptischen Revolution und in der politischen Opposition der Jahre vorher und prangerte an, dass die ägyptische Polizei auf Demonstranten schieße, sie dann verhaftete und ihnen eine medizinische Behandlung verweigerte. Verletzte in Krankenhäusern seien gefangen genommen worden und daher auf die freiwillige Hilfe von Ärzten außerhalb medizinischer Institutionen angewiesen gewesen. Diese und andere Aspekte der ägyptischen Revolution seien in den globalen Medien zu kurz gekommen. Sie selbst sei nicht auf der Flucht, sondern der Ausbildung halber ins Ausland gegangen, beteilige sich aber an der Vorbereitung einer Demonstration gegen Gamal Mubarak vor dessen Wohnsitz in London. Auf die Frage hin, was als Nächstes geschehen könnte, sagte sie den Rücktritt und einen Herzanfall des Staatspräsidenten Husni Mubarak voraus. Beides trat ein.

### Re:publica in Berlin 2011
Noha Atef war eine der Referentinnen auf der Konferenz Re:publica 2011 im Berliner Friedrichstadtpalast. In der Diskussion darüber, ob soziale Netzwerke und Blogs die Revolution in Ägypten vorangetrieben hätten, ob man also von einer „Facebook-Revolution“ sprechen könne, vertrat sie den Standpunkt, das sei der Fall. Videos bei YouTube hätten die bereits gut mit dem Internet und sozialen Netzwerken vertraute Bevölkerung über die Gewalttätigkeit des Regimes informiert. Facebook, Twitter und die Internetseite von Wael Ghonim hätten ebenfalls dazu beigetragen.